# Сухая (приток Арчаглы-Аята)
Сухая — река в Челябинской области России и Костанайской области Казахстана, левый приток Арчаглы-Аята.
Длина реки — 63 км, площадь бассейна — 698 км². Протекает в степной зоне на Зауральском плато.
Берёт начало в лесистой местности в центральной части Карталинского района (РФ). Течёт в основном на восток, с небольшим отклонением на юг в верхней половине. В низовьях по реке проходит государственная граница: на левом берегу находятся Карталинский и Варненский районы (РФ), на правом — Денисовский район (Казахстан). В полукилометре от устья естественное русло перекрыто дамбой, река направлена в обход по территории Казахстана, где впадает в Арчаглы-Аят по левому берегу в 68 км от его устья.
Река пересыхающая. На реке сооружены несколько дамб, имеются пруды. Основной приток: Ширяев Лог (лв).
На реке расположены населённые пункты Красный Яр, Вишнёвый, Новокатенино, Сухореченский, Рассветный, в бассейне также находятся Сенной, Первомайка, Озёрный и другие (все — Карталинский район).

## Данные водного реестра
По данным государственного водного реестра России относится к Иртышскому бассейновому округу, водохозяйственный участок реки — Тобол от истока до впадения реки Уй, без реки Увелька, речной подбассейн реки — Тобол. Речной бассейн реки — Иртыш.
Код объекта в государственном водном реестре — 14010500212111200000447.